# Sigma-uil
De sigma-uil (Eugraphe sigma) is een nachtvlinder uit de familie van de uilen (Noctuidae). De wetenschappelijke naam van deze soort is als Noctua sigma voor het eerst geldig gepubliceerd door Michael Denis en Ignaz Schiffermüller in 1847.

## Beschrijving
De voorvleugellengte bedraagt tussen de 17 en 20 millimeter. De grondkleur van de voorvleugels is donker roodbruin met een lichtbruine voorrand. De vleugel is opvallend breed. De achtervleugel is vuilbruin en vrij egaal van kleur.

## Levenscyclus
Als waardplanten worden diverse lage planten en struiken gebruikt, zoals sneeuwbal, goudenregen, sleedoorn, kamperfoelie en liguster. De soort overwintert als rups. De vlinder kent één generatie die vliegt in juni en juli.

## Voorkomen
De soort komt verspreid voor van Frankrijk en Centraal-Europa tot Japan. De sigma-uil is in Nederland en België niet meer recent waargenomen. De laatst bekende waarneming in Nederland dateert uit 1972.